# Втузгородок (Екатеринбург)
Втузгородок — жилой район Екатеринбурга. Район расположен в восточной части Кировского района Екатеринбурга. Северо-западной границей района является улица Блюхера, юго-западной — улица Гагарина, южной — улица Вишнёвая и Сибирский тракт, с востока район ограничен железнодорожными путями, отделяющими его от ЖБИ и Берёзовского.

## История
Территория за улицей Восточной в границах проспекта Ленина и улицы Малышева была заболочена, оттуда вытекала река Малаховка, за улицей Гагарина находился лес. В этом районе в 1916 году началось строительство здания горного института, так и не законченное, остатки здания убрали после Великой Отечественной войны. В 1929 году на территории Втузгородка начали возводить комплекс зданий Уральского политехнического института. Кроме политехнического института, здесь же размещались ещё несколько высших технических учебных заведений и промышленная академия (Всесоюзная промышленная академия цветной металлургии Наркомцветмета). Район получил название Втузгородка (городка высших технических учебных заведений).
В 1934 году часть учебных заведений вошла на правах факультетов в состав политехнического института, а сам институт стал называться Уральским индустриальным институтом им. С. М. Кирова. К северу от комплекса зданий УПИ находится комплекс институтов Уральского отделения Российской академии наук. В 1930-е годы Втузгородок активно развивался: в 1935 году был запущен хлебозавод-автомат, в 1937 году — фабрика «Уралобувь». Были возведены студенческие общежития, жилые дома профессорско-преподавательского состава. В течение продолжительного времени Втузгородок отделялся от города незанятой землей, на которой располагались здания ж/д-строительного и автодорожного техникумов, огороды жителей Свердловска, и только после Великой Отечественной войны территория между улицами Восточной и Гагарина была застроена четырёх-пятиэтажными зданиями в стиле сталинского ампира. С распадом СССР район начал интенсивно застраиваться многоэтажками, что продолжается по сей день. Однако в нем по-прежнему сохраняются небольшие двух-, трёх-, четырёхэтажные здания, некоторые из которых были построены еще в первой половине XX века.
Ввиду того, что на территории ВТУЗгородка расположен главный учебный корпус и общежитие УрФУ, район является одним из самых молодых и интернациональных. Здесь можно встретить большое количество иностранцев, по большей части из африканских и азиатских стран. Это также сказывается на необычно большом количестве продуктовых магазинов, алкомаркетов и киосков в районе угла Комсомольской-Малышева.

## Достопримечательности
- Комплекс зданий УрФУ (включая общежития)
- Комплекс пожарно-технического училища
- Дендрологический парк-выставка на улице Первомайской
- Культурно-спортивный комплекс «Урал».
- Екатеринбургское суворовское военное училище

## Транспорт
Магистральные улицы Втузгородка — улица Малышева, улица Комсомольская, улица Мира, улица Библиотечная, улица Гагарина, улица Блюхера, главная улица города — проспект Ленина связывает Втузгородок с Центром. Пассажирские перевозки осуществляют 17 трамвайных, 7 троллейбусных и более 10 автобусных маршрутов. На территорию района планируется провести вторую линию екатеринбургского метро.

## Электронные ресурсы
- Втузгородок // Энциклопедия Екатеринбурга [Электрон. ресурс] : электронная энциклопедия. — Электрон. дан. и прогр. — Екатеринбург. : ИИиА УрО РАН, год не указан. — 1 электрон. опт. диск (CD-ROM)